# UTC+10
UTC+10 is de tijdzone voor:

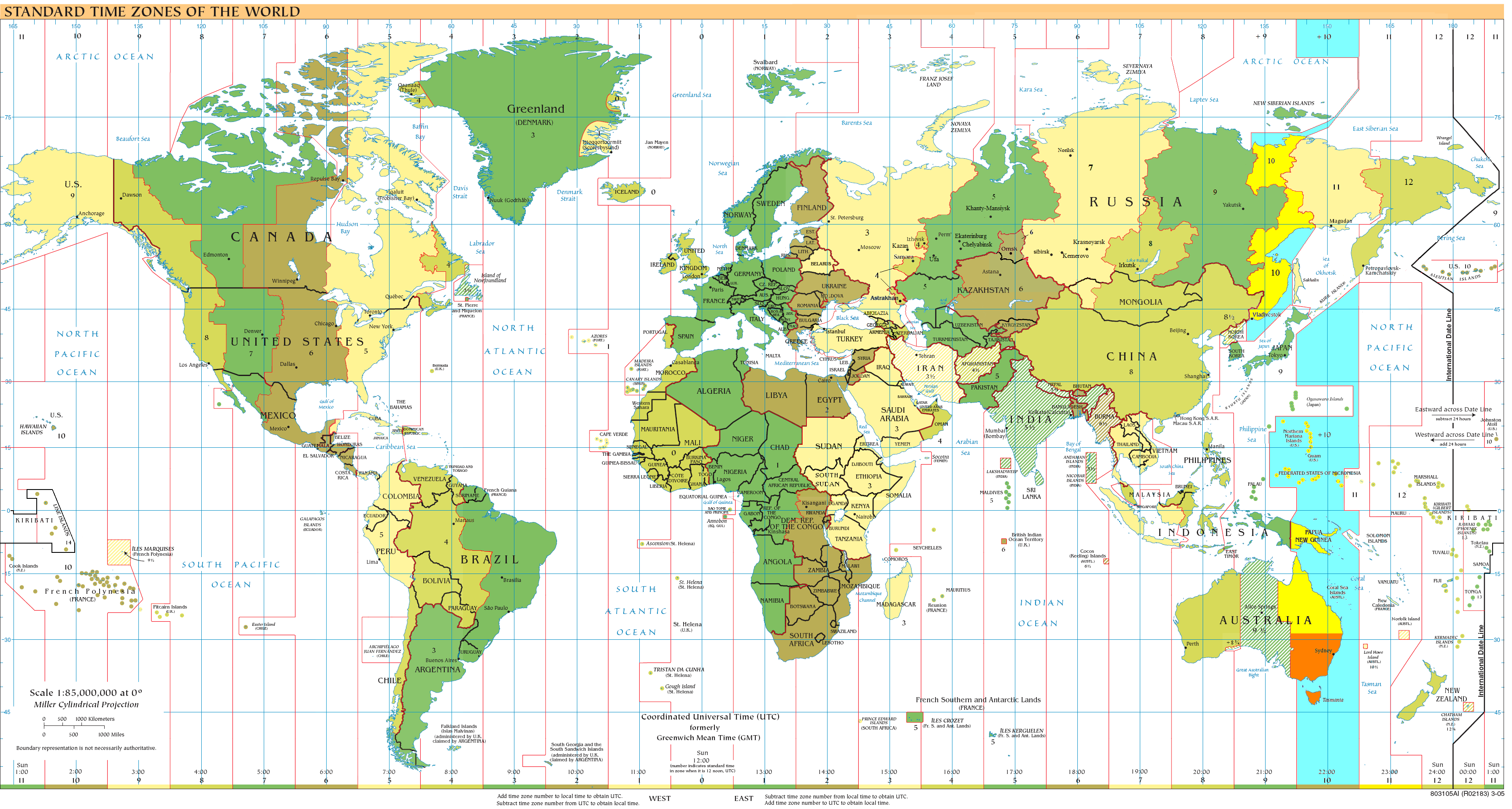
wintertijd
wintertijd zuidelijk halfrond/zomertijd noordelijk halfrond
aan land, gehele jaar
op zee, gehele jaar

- Australische Oostelijke Standaardtijd (AEST)
- Chamorro Standaardtijd (ChST) of Guam Standaardtijd (GST)
- Vladivostoktijd (VLAT)

## Landen en gebieden metzomertijd
Landen en gebieden met zomertijd zijn, op het noordelijk (*) respectievelijk het zuidelijk (**) halfrond:
- Australië**
  - Australisch Hoofdstedelijk Territorium
  - New South Wales (behalve Broken Hill, dat binnen de Zuid-Australische Tijd ligt)
  - Tasmanië (zomertijd vanaf het eerste weekeinde van oktober in plaats van het laatste)
  - Victoria

## Landen en gebieden zonder zomertijd
Landen en gebieden zonder zomertijd zijn, op het noordelijk (*) respectievelijk het zuidelijk (**) halfrond:
- Australië**
  - Queensland
- Federale staten van Micronesia*
  - Chuuk
  - Yap en omgeving
- Frankrijk: Franse Zuidelijke en Antarctische Gebieden**
  - Adélieland
- Papoea-Nieuw-Guinea**
- Rusland*
  - Jakoetië (centrale deel incl. Nieuw-Siberische Eilanden)
  - Joodse Autonome Oblast
  - kraj Chabarovsk
  - kraj Primorje
  - oblast Sachalin (excl. de Koerilen; liggen in UTC+11)
- Verenigde Staten*
  - Guam* (via het wettelijk systeem van de VS)
  - Noordelijke Marianen* (via het wettelijk systeem van de VS)